# 신현식
신현식은 대한민국의 성우이다. 1979년 MBC CM에 입사했으며, 현재는 MBC CM 3기이다. 문화방송 성우극회 소속.

## 주요 출연작품

### 배우로 출연
- 제4공화국 (MBC) - 김학렬
- 조선왕조 오백년 (MBC)
- 한지붕 세가족 (MBC)